# Волга (стратостат)

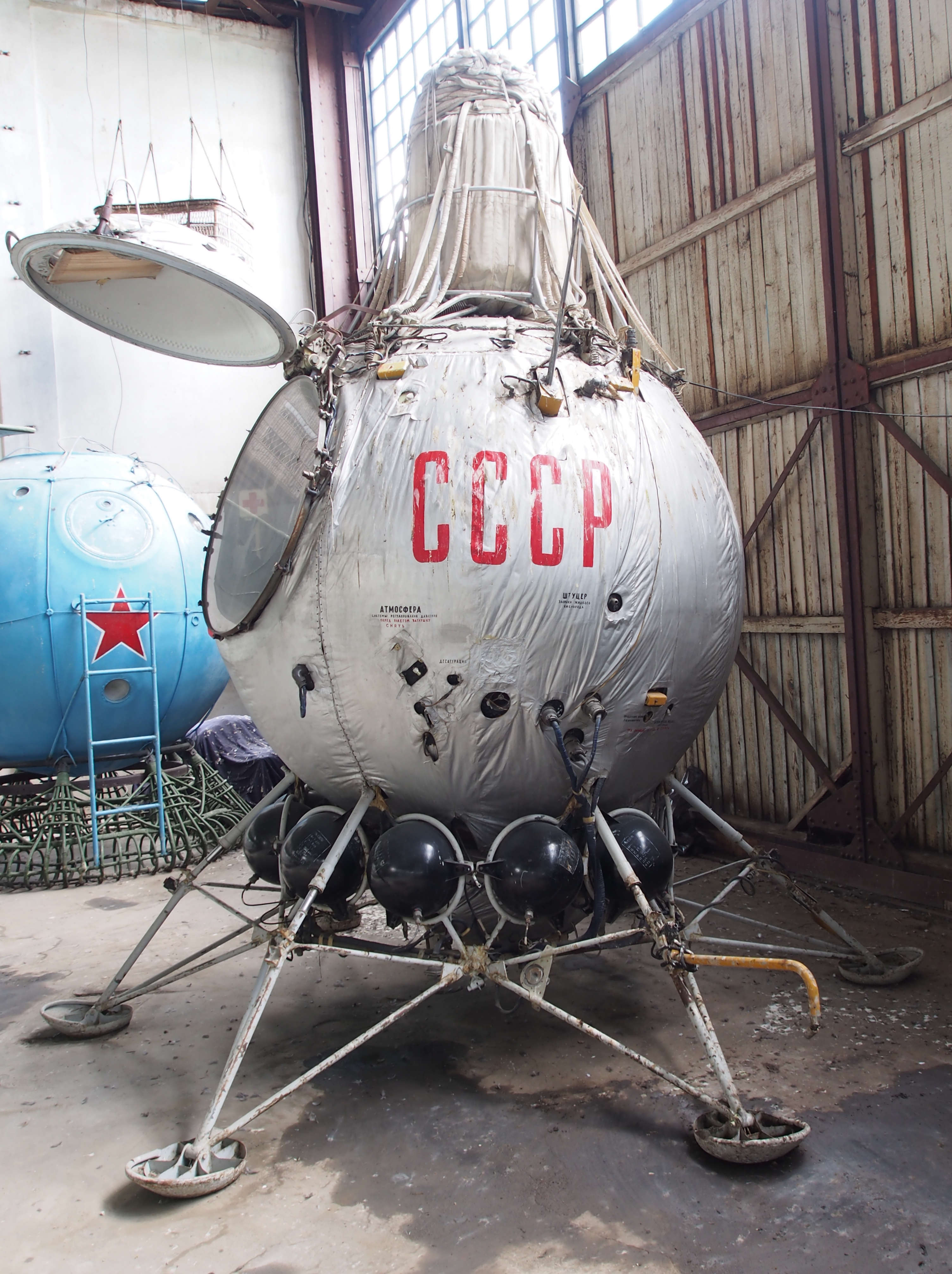
Стратостат «Волга»

Волга (СС — «Волга») — последний советский стратостат, запущенный 1 ноября 1962 года с аэродрома в районе города Вольск (Саратовская область).

## История
Создан в ОКБ-424 под руководством М. И. Гудкова. Герметичная гондола стратостата имитировала спускаемый аппарат космического корабля, была снабжена устройством для стравливания воздуха и устройством катапультирования вниз. В надутом состоянии длина оболочки стратостата «Волга» превышала 100 м, а объём её составлял целых 72 900 м³. Экипаж «Волги» состоял из двух человек: Евгения Андреева и Петра Долгова. Стратостат за 2 часа достиг максимальной высоты в 28 640 метров. Начиная с высоты 13 км стратонавты наблюдали чёрное небо, а температура за бортом достигла −65. При катапультировании Евгений Андреев (с высоты 25 км) благополучно приземлился, а Пётр Долгов погиб в результате разгерметизации скафандра. Во время падения скорость Андреева достигала 900 км/ч, а время падения едва превышало 4 минуты.